# Fromeréville-les-Vallons
 Fromeréville-les-Vallons  es una población y comuna francesa, en la región de Lorena, departamento de Mosa, en el distrito de Verdún y cantón de Charny-sur-Meuse.

## Demografía
| 280 | 249 | 244 | 230 | 258 | 228 |
| Para los censos de 1962 a 1999 la población legal corresponde a la población sin duplicidades (Fuente: INSEE [Consultar]) |     |     |     |     |     |